# XXL - Altrimenti ci allarghiamo!
XXL - Altrimenti ci allarghiamo! è stato un programma radiofonico estivo andato in onda su Rai Radio 2 dal 15 giugno al 4 settembre 2009, dal lunedì al venerdì, fra le 13.40 e le 16, condotto da Ciccio Valenti e Mauro Casciari, con la partecipazione di Lola Ponce.
Generalmente, ogni puntata era divisa in due o più parti, in ognuna delle quali veniva affrontato in chiave comica un diverso argomento e gli ascoltatori interagivano attivamente con i conduttori. Spesso i conduttori proponevano agli ascoltatori situazioni surreali invitandoli, per esempio, a salire su un immaginario elicottero o su una macchina del tempo e a descrivere ciò che immaginavano di vedere.
La rubrica più popolare della trasmissione era "Ora Pro Loco", in cui gli ascoltatori erano invitati a tradurre o a indovinare il significato di modi di dire o proverbi dialettali proposti da altri ascoltatori.
Altri appuntamenti caratteristici della trasmissione erano i "sondaggi", durante i quali ognuno dei due conduttori dichiarava di preferire una certa situazione opposta a quella preferita dall'altro (esempio: mare o montagna, partecipare all'animazione sulle spiagge o restare tranquilli a rilassarsi), chiedendo agli ascoltatori di esprimere la propria preferenza tra quelle due situazioni con un voto e, infine, conteggiando il numero dei voti per stabilire chi dei due conduttori avesse vinto.
Numerosi sono stati anche gli ospiti intervenuti in trasmissione.